# Bom Jesus (Rio Grande do Norte)
Bom Jesus is een gemeente in de Braziliaanse deelstaat Rio Grande do Norte. De gemeente telt 8.725 inwoners (schatting 2009).